# Jerzy Misiurek
Jerzy Jan Misiurek (ur. 7 listopada 1936 w Klementowicach, zm. 20 stycznia 2021 w Jakubowicach Konińskich) – polski duchowny katolicki, profesor nauk teologicznych, wieloletni pracownik Wydziału Teologii Katolickiego Uniwersytetu Lubelskiego Jana Pawła II, znawca teologii duchowości.

## Życiorys
Po ukończeniu Gimnazjum i Liceum Biskupiego w Lublinie wstąpił w 1954 r. do Seminarium Duchownego. 18 kwietnia 1960 r. przyjął święcenia kapłańskie. Był wikariuszem w parafiach: św. Stanisława BM w Biskupicach (1960), Wniebowzięcia NMP w Puławach (1960–1961), Nawrócenia św. Pawła w Lublinie (1964–1970). W latach 1961–1964 odbył studia specjalistyczne w Katolickim Uniwersytecie Lubelskim w zakresie teologii dogmatycznej.
W 1970 r. uzyskał doktorat na podstawie rozprawy pt. Nauka polskich teologów katolickich XVII i XVIII wieku o kulcie Serca Jezusowego. Zatrudniony następnie w Międzywydziałowym Zakładzie Leksykograficznym KUL jako asystent, a potem adiunkt, pełnił obowiązki dyrektora Instytutu Wyższej Kultury Religijnej (1975–1985) i Sekretarza Naukowego Redakcji Encyklopedii Katolickiej (1985–1990). W 1984 r. uzyskał habilitację na podstawie pracy Spory chrystologiczne w Polsce w drugiej połowie XVI wieku. Jako docent został w 1985 r. kierownikiem Katedry Historii Duchowości na Wydziale Teologii KUL. W latach 1991–1997 był kierownikiem Sekcji Teologii Duchowości. W 1992 r. otrzymał tytuł profesora nadzwyczajnego, a w 1998 r. profesora zwyczajnego. W latach 1993–2002 pełnił obowiązki dyrektora do spraw naukowych kolegium Teologicznego dla Katechetów na terenie Archidiecezji Lubelskiej i Studium Pastoralnego dla Kapłanów. W latach 1995–1998 był przewodniczącym Senackiej Komisji Bibliotecznej KUL. Pełnił także obowiązki ojca duchownego Domu Księży Emerytów (2001–2006) i członka Rady Kapłańskiej archidiecezji lubelskiej (2008–2011).
Ks. prof. Jerzy Misiurek był także członkiem Polskiej Akademii Nauk oraz Lubelskiego Towarzystwa Naukowego. W 2001 r. uzyskał nagrodę Rektora KUL za działalność naukową, w 2002 r. nagrodę Ministra Edukacji Narodowej i Sportu oraz Medal Komisji Edukacji Narodowej. Wypromował 17. doktorów oraz 130. magistrów i licencjuszy. Był organizatorem sześciu Tygodni Duchowości (w latach 1992–1997) oraz licznych sympozjów naukowych.
Jego zainteresowania naukowe koncentrowały się wokół dziejów teologii duchowości, mistyki oraz kierownictwa duchowego. Był autorem 17 monografii oraz ponad 500 artykułów, wśród nich są m.in. Zarys historii duchowości chrześcijańskiej (1992), Historia i teologia polskiej duchowości katolickiej (t. 1–3, 1994–2001), Polscy święci i błogosławieni (2010), Wiara i sakramenty w życiu duchowym (2013).
W 2011 r. został przyjęty w poczet członków Zakonu Rycerskiego Grobu Bożego w Jerozolimie. Odznaczony został godnością kapelana honorowego Ojca Świętego oraz kanonika honorowego Kapituły Lubelskiej.